# Charles Deslondes
Charles Deslondes – przywódca powstania w German Coast, buntu niewolników w German Coast z 8–11 stycznia 1811 roku.
Deslondes pochodził z Haiti, był wolnym człowiekiem, który pracował jako robotnik na plantacji Deslondes.
8 stycznia 1811 roku stanął na czele 200 powstańców, którzy skierowali się w stronę Nowego Orleanu. W czasie marszu grupa powiększała się o niewolników uciekających z pobliskich plantacji. Powstańcy rozpoczęli marsz od zabicia dwóch białych i spalenia trzech plantacyjnych budynków. Byli słabo uzbrojeni.
11 stycznia patrol, dowodzony przez pułkownika Manuela André zaatakował główną grupę powstańców, zabijając czterdziestu z nich, kolejnych czternastu zginęło w następnych potyczkach. Większość niewolników schwytano, po przesłuchaniach 29 z nich stracono. Łącznie zginęło 95 niewolników.
Deslondes został rozstrzelany.